# Dance Academy
 (mai 2017).
Si vous disposez d'ouvrages ou d'articles de référence ou si vous connaissez des sites web de qualité traitant du thème abordé ici, merci de compléter l'article en donnant les références utiles à sa vérifiabilité et en les liant à la section « Notes et références ».
Dance Academy : Danse tes rêves (Dance Academy) est une série télévisée dramatique australienne en 65 épisodes de 25 minutes créée par Samantha Strauss et Joanna Werner, produite par Werner Films Production et diffusée entre le 31 mai 2010 et le 30 septembre 2013 sur ABC.Depuis 2016, la série est diffusée en Belgique sur OUFtivi.
En France, la série est diffusée depuis le 20 décembre 2010 sur Canal+ puis Canal+ Family et au Québec depuis le 5 janvier 2011 sur VRAK.TV.
La série n'est plus disponible sur netflix..

## Synopsis
Dance Academy raconte l'histoire d'une adolescente du nom de Tara Webster qui après une audition réussie, intègre la prestigieuse académie de danse à Sydney en Australie. Nous suivons aussi le quotidien d'autres danseurs amis de Tara -ou qui le deviendront- par exemple Kat (Katrina) Karamakov, Ethan Karamakov, Christian Reed, Samuel Liberman et Abigail Armstrong. Ils devront aussi faire face aux aléas de la vie, parfois difficiles à affronter. 

### Mise en scène
Les événements sont principalement vus dans la perspective de Tara qui est le personnage principal. Les autres danseurs présents sont Katrina Karamakov, Ethan Karamakov, Samuel Lieberman, Abigail Armstrong et Christian Reed. Dans la première saison, ils apprennent les tenants et les aboutissants du ballet. Dans la deuxième saison, Tara reviendra à l'académie pour sa seconde année en ayant l'espoir de représenter l'Australie dans le concours international de ballet "Prix de Fonteyn". Cette nouvelle saison intégrera aussi deux nouveaux personnages, Grace Whitney et Ben Tickle.

## Distribution

### Acteurs principaux
- Xenia Goodwin (VF : Marie Nonnenmacher) : Tara Webster
- Alicia Banit (VF : Caroline Combes puis Kelly Marot) : Kat Karamakov
- Dena Kaplan (VF : Isabelle Volpé) : Abigail Armstrong
- Tom Green (VF : Aurélien Ringelheim) : Samuel Lieberman (saisons 1 et 2)
- Jordan Rodrigues (VF : Christophe Seugnet) : Christian Reed
- Tim Pocock (VF : Benoît Du Pac) : Ethan Karamakov (saisons 1 et 2)
- Tara Morice (VF : Marie Gamory) : Lucinda Raine
- Thomas Lacey (VF : Tony Marot) : Ben Tickle (saisons 2 et 3)
- Isabel Durant (VF : Karl-Line Heller) : Grace Whitney (saisons 2 et 3)
- Keiynan Lonsdale (VF : Tony Marot) : Ollie (saisons 2 et 3)

Photos des acteurs principaux
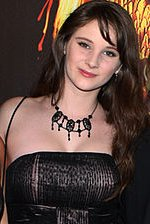
Xenia Goodwin dans le rôle de Tara Webster.
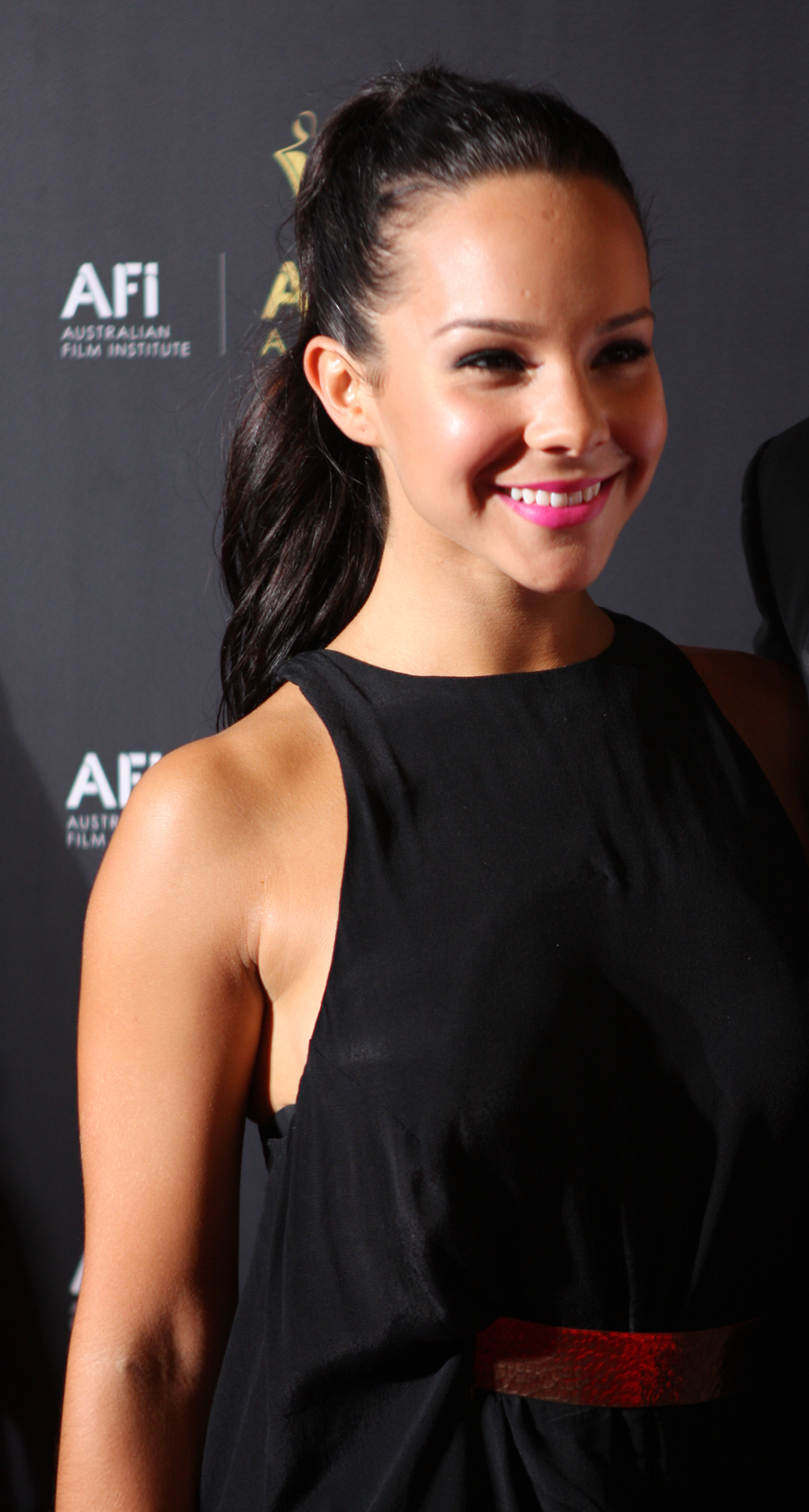
Dena Kaplan dans le rôle d'Abigail Armstrong.
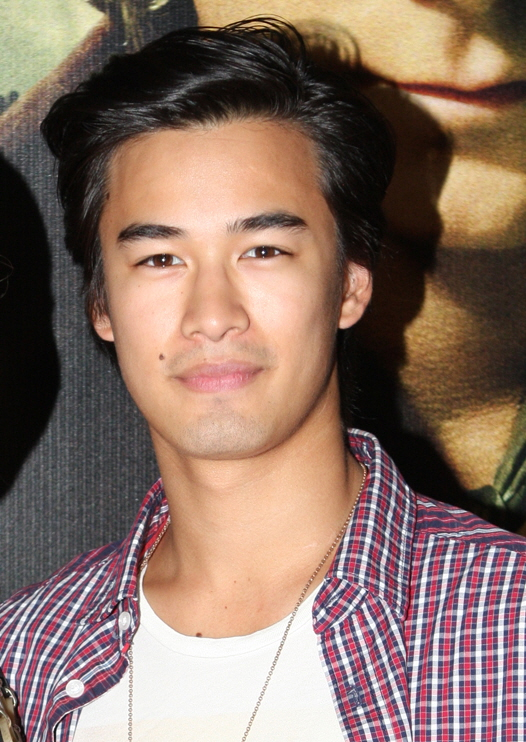
Jordan Rodrigues dans le rôle de Christian Reed.
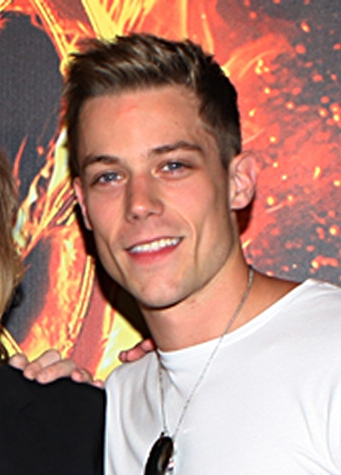
Tim Pocock dans le rôle d'Ethan Karamakov.
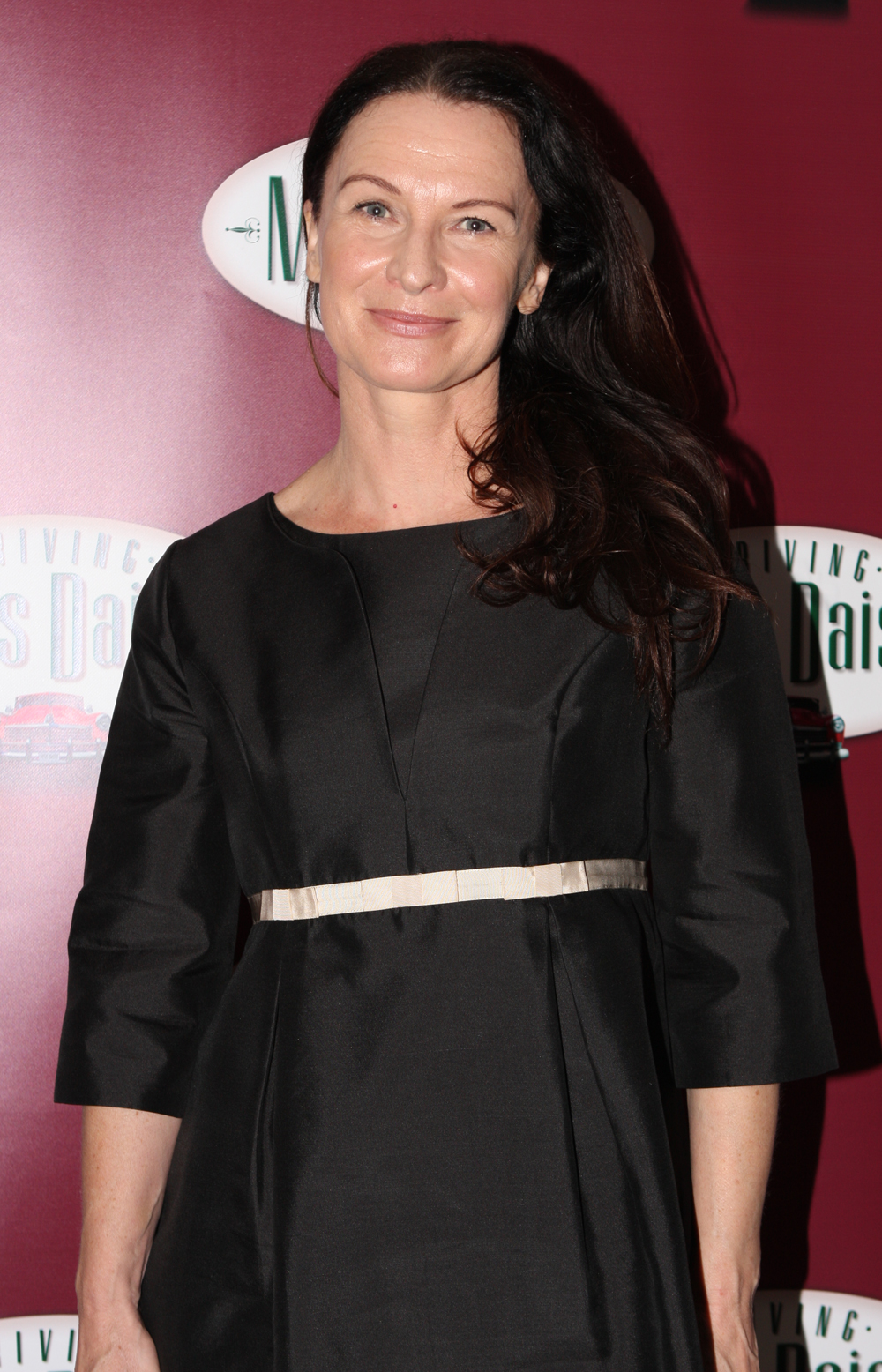
Tara Morice dans le rôle de Lucinda Raine.
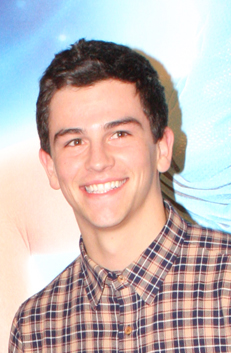
Thomas Lacey dans le rôle de Ben Tickle.
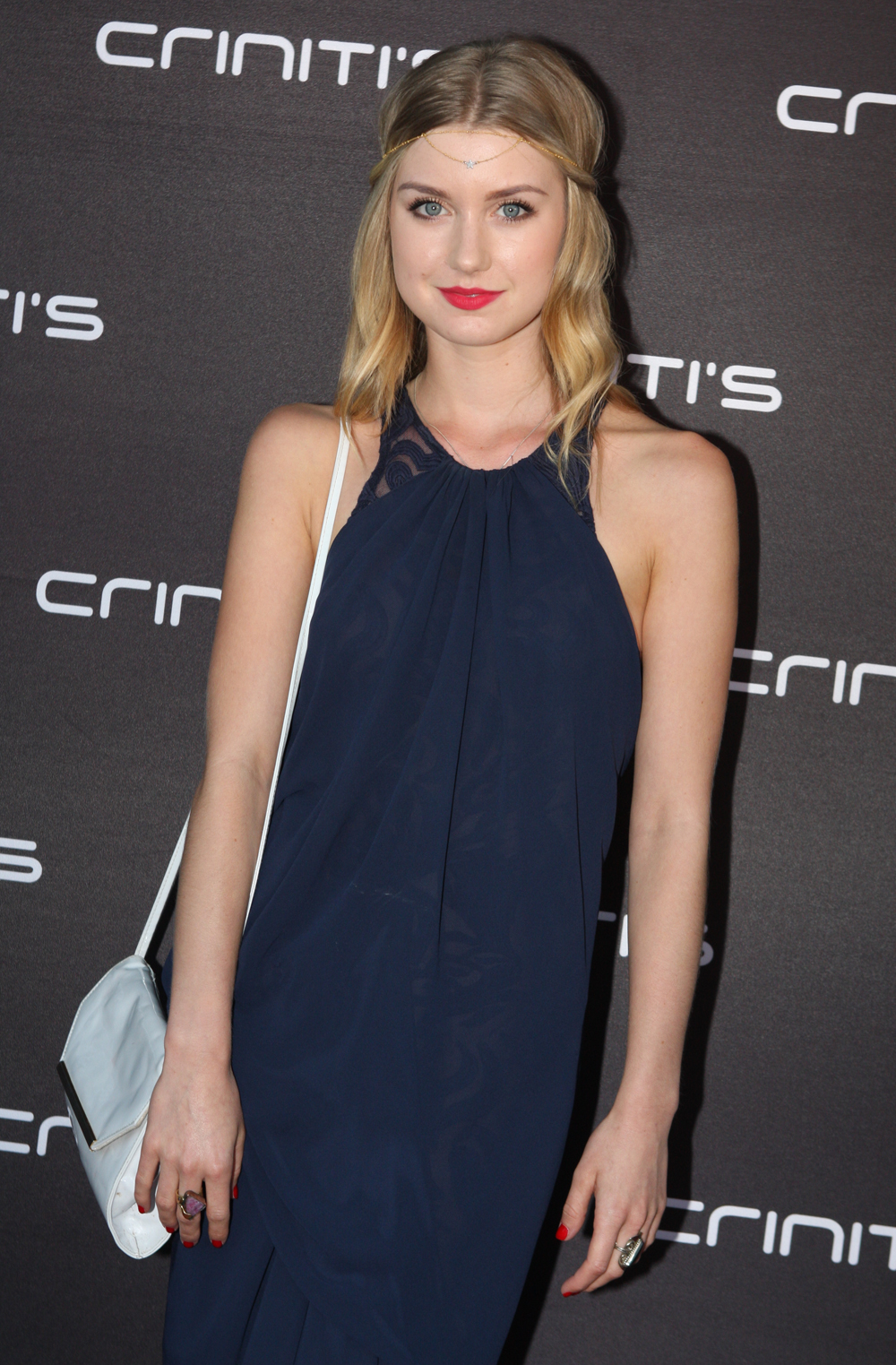
Isabel Durant dans le rôle de Grace Whitney.
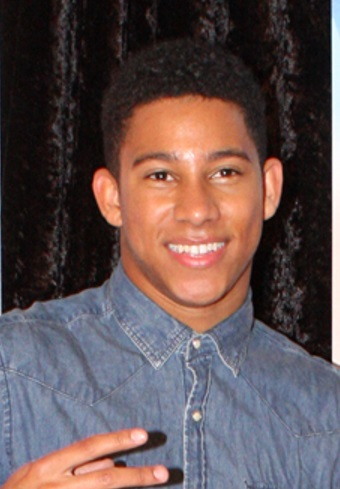
Keiynan Lonsdale dans le rôle d'Ollie.

### Acteurs récurrents
Introduits dans la saison 1 :
- Anne Looby : Dr. Wicks (saisons 1 à 3)
- Steven Vidler (VF : Daniel Lafourcade) : Neil Webster (saisons 1 à 3)
- Cariba Heine (VF : Véronique Rivière) : Isabelle (saisons 1 à 3)
- Anthony Cogin : Dr. Lieberman (saisons 1 à 3)
- Vanessa Gray : Jan Webster (saisons 1 à 3)
- Matt Cranleigh : Sean (saison 1)
- Josef Brown (VF : Jérôme Keen) : Patrick (saison 1)
- Robert Alexander : Mr. Kennedy (saison 1)
- Shayni Notelovitz : Bonnie (saison 1)
- Stephen Multari : Tim (saison 1)
- Jessie McLachlan : Jade (saison 1)
- Claire Cohen : Hazel (saison 1)
- Maria Dragus : Petra Hoffman (saison 1)
- Adam Saunders : Myles Kelly (saison 1)
- Andrew Hazzard (VF : Stéphane Pouplard) : Lucas (saison 1)
- Luke Bracey : Aaron (saison 1)
- Olivia Cianci : Georgia (saison 1)
- Melanie Vallejo : Dana Strong (saison 1)
- Deborah Kennedy (VF : Nathalie Homs) : Miss Histead (saisons 1 et 2)
- Katrina Risteska : Kaylah (saisons 1 et 2)
- Monique Spanbrook : Mrs. Lieberman (saisons 1 et 2)
- Peter O'Brien : Sebastian Karamakov (saisons 1 et 2)
- Victoria Hill : Natasha Willis (saisons 1 et 2)
- Narek Arman : Ari Lieberman (saisons 1 et 2)

Introduits dans la saison 2 : 
- Julian Curtis : Finn (saison 2)
- Rarmian Newton : Michael Slade (saison 2)
- Sacha Horler : Anthea Armstrong (saison 2)
- Steven Heathcote : Lui-même (saison 2)
- Jessica Tovey : Jess (saison 2)
- Georgina Haig : Mistii (saison 2)
- Gabrielle Scollay : Lexie (saison 2)
- Susie Porter : Anne Black (saison 2)
- Joshua Russell : Remi (saison 2)
- Kip Gamblin : Zach (saisons 2 et 3)
- Brooke Harman (VF : Jessie Lambotte) : Saskia Duncan (saisons 2 et 3)
- Lauren Elton : Lulu (saisons 2 et 3)
- Mana Ogawa : Lily (saisons 2 et 3)
- Jason Chong (VF : Jean-Marco Montalto) : Raf (saisons 2 et 3)

Introduits dans la saison 3 : 
- Alyssa McClelland : Rebecca Braithwaite (saison 3)
- Barry Otto : Sir Jeffrey McEwan (saison 3)
- Andrew Lees : Wes Cooper (saison 3)
- Sean Keenan (VF : Jean-Marco Montalto) : Jamie (saison 3)
- Richard Brancatisano : Rhys O'Leary (saison 3)
- Sophie Lee : Gabrielle (saison 3)
- David E. Woodley : Marcus Kane (saison 3)
- Kelley Abbey : Meeka (saison 3)
- Kamil Ellis : Jayden (saison 3)

- Version française
  - Société de doublage : MFP
  - Direction artistique : Viviane Ludwig
  - Adaptation des dialogues : Yannick Ladroyes
  - Avec les voix de : Yann Pichon, Bernard Allouf, Suzanne Sindberg, Frédéric Popovic, Kelly Marot

Source VF : RS Doublage et Doublage Série Database

## Développement

### Casting et tournage
Le casting a débuté en 2009 à Brisbane, Melbourne et Sydney. Les membres de la distribution ont dû montrer leurs talents dans le théâtre et la danse devant les meilleurs chorégraphes d'Australie. Le tournage débutera finalement le 13 juillet 2009.

## Épisodes

### Première saison (2010)
1. Examen d'entrée (Learning to Fly, Part 1)
2. Premier plongeon (Week Zero)
3. Guerre des chambrées (Behind Barres)
4. Pas de deux (Minefield)
5. Figure imposée (Real Men Don't Dance)
6. Trop parfait (Perfection)
7. Leçon de hip-hop (Crush Test Dummies)
8. Orgueil et préjugés (Growing Pains)
9. Regards vers le futur (Heartbeat)
10. Apparences trompeuses (Through The Looking Glass)
11. Rapprochements (One Perfect Day)
12. Le stress des examens (Pressure)
13. Photo de famille (Family)
14. Thérapie artistique (Turning Pointes)
15. Baisers volés (My Life En Pointe)
16. Lendemain de fête (Free Falling)
17. Le songe d’une nuit d’été (A Midsummer's Night's Dream)
18. Audition révélatrice (Betty Bunheads)
19. Sport d'équipe (Fairest & Best)
20. Duo (Ballet Fever)
21. Ambitions brisées (FOMO: Fear Of Missing Out)
22. Vaincre ses peurs (Flight Or Fight Response)
23. Meilleurs amis (BFF: Best Friends Forever)
24. Vague de chaleur (Heatwave)
25. La révélation (The Deep End)
26. Entrée en scène (Learning To Fly, Part 2)

### Deuxième saison (2012)
Le 15 juillet 2010, la série a été renouvelée pour une deuxième saison de 26 épisodes. Les auditions ont eu lieu le 14 septembre 2010, le tournage a eu lieu entre le 31 janvier et le 4 août 2011 et la diffusion a débuté le 12 mars 2012.
1. Plus dure sera la chute (In the Middle, Somewhat Elevated)
2. Vivre ses rêves (Dreamlife)
3. Contre-performance (Faux Pas de Deux)
4. Entrer dans la légende (Legends)
5. Showcase (Showcase)
6. Question d'attitude (Like No One's Watching)
7. Contretemps (A Choreographed Life)
8. Alchimie difficile (Connectivity)
9. Entre-deux (The Break)
10. La vie est belle (A Good Life)
11. Jeux de pouvoir (Self Sabotage)
12. Pointe de rupture (Breaking Pointe)
13. Coup bas (Backstab)
14. Mission sauvetage (Rescue Mission)
15. Aller de l'avant (Moving On)
16. Origines (Origins)
17. En amour comme à la guerre (Love and War)
18. Rattrape-moi si je tombe (Catch Me If I Fall)
19. Surdoués (The Naturals)
20. De bonnes habitudes (Tick, Question Mark, Cross)
21. La théorie de l'échelle (Ladder Theory)
22. Perdre ou gagner (Win or Lose)
23. La théorie des catégories (Love It or Fight It)
24. Le prix de Fonteyn (The Prix de Fonteyn)
25. Adieux (The Second)
26. Les chaussons rouges (The Red Shoes)

### Troisième saison (2013)
Le 5 décembre 2011, Screen Australia a approuvé les fonds pour une troisième saison, qui est diffusée depuis le 8 juillet 2013 sur ABC3 en Australie.
1. Efforts d'intégration (Glue)
2. Nouvelles règles (New Rules)
3. Deuxième chance (Second Chances)
4. Raccourcis  (Short Cut Clause)
5. Mauvaises habitudes (Negative Patterns)
6. Faire semblant (Fake It Until You Make It)
7. Grâce  (Graceland)
8. Sans bagages (Traveling Light)
9. Rupture (Don't Let Me Down Gently)
10. La battle (N'Fektd)
11. Nouvelle ère  (Start of an Era)
12. Tempête parfaite (The Perfect Storm)
13. Pas pour rien (Not for Nothing)

## Personnages
- Tara Webster

Fille de la campagne, Tara a passé sa jeunesse à faire du vélo et de l'équitation. Elle s'habitue difficilement à la grande ville. Pourtant, elle a le physique de la parfaite danseuse, mais doit s'entrainer dur pour rattraper son retard face aux autres filles plus expérimentées. Voyant son potentiel, les professeurs lui mettent la pression. Il faudra que Tara apprenne à avoir confiance en elle. Elle a commencé la danse car lorsqu'elle était plus petite, elle a voulu voler, mais ça n'a pas marché. Elle trouve que ce qui se rapproche le mieux de voler est la danse. Elle est amoureuse de Christian à la fin de la saison 3.
- Christian Reed

Christian est le genre de gars qui plaît aux filles (il est même sorti avec Tara et Kat) Il est beau, mystérieux et rebelle. Issu d'un milieu pauvre, il a dû prendre soin de sa mère malade du cancer. La mère de Christian lui a fait promettre d'auditionner pour le National Academy of Dance. Il a tenu promesse, mais il a peur d'être associé au stéréotype du danseur. Il est amoureux de Tara à la fin de la saison 3.
- Katrina Karamakov

Katrina alias Kat est issue d'une famille de danseurs : sa mère est danseuse étoile du National Ballet Company et son père est chorégraphe. Elle baigne dans le milieu depuis toujours. Malheureusement, elle a passé sa jeunesse dans des chambres d'hôtel avec des parents obsédés par leur métier. Cela l'a un peu refroidie. Elle aspire à une vie normale, trouve que le ballet a sa place au musée et préfère de loin les classes de hip-hop.Elle est aussi la petite sœur d'Éthan. 
- Samuel Lieberman

Samuel est plus à l'aise avec les filles qu'avec les garçons. Son sens de l'humour est son plus grand atout. Fils de médecin, il a brisé le cœur de son père quand il a décidé de faire carrière en danse. Mais il ne peut fréquenter l'Académie qu'à deux conditions : il doit avoir des notes impeccables et il doit continuer de fréquenter la synagogue. Il n'est pas l'un des meilleurs danseurs de sa classe mais ses professeurs lui mettent la pression pour qu'il s'améliore.
- Abigail Armstrong

Abigail a toujours dansé et est la meilleure élève de sa classe. Sa beauté attire les gens et elle sait comment s'en servir pour manipuler les autres. Mais son corps en pleine croissance lui joue des tours. Ce n'est plus aussi facile d'être la plus mince ou la meilleure. Elle met donc les bouchées doubles pour rester au sommet. La détermination attire le respect mais aussi la crainte de ses camarades.
- Ethan Karamakov

Ethan est en troisième année. Il est le frère aîné de Kat. Il est mignon, talentueux et sympathique. Les professeurs veulent l'avoir dans leur classe, il est populaire auprès des gars et des filles. On lui demande de devenir le mentor de Christian. Bien qu'il y ait de la tension entre eux au début, les deux gars deviennent rapidement de très bons amis.

## Distinctions
| Année | Prix                       | Catégorie                                            | Nomination    | Résultat   |
| ----- | -------------------------- | ---------------------------------------------------- | ------------- | ---------- |
| 2010  | Australian Directors Guild | Meilleure réalisation dans une émission pour enfants | Dance Academy | Lauréat    |
| 2010  | TV Week Logie Bourses      | Les enfants les plus remarquables du programme       | Dance Academy | Lauréat    |
| 2011  | Australian Writers' Guild  | Télévision Enfants: C Classification                 | Dance Academy | Nomination |

## Suite
Dance Academy: Le Retour, réalisé par Jeffrey Walker est sorti le 6 avril 2017 en Australie.